# Lebowa

Flagge Lebowas

Lage Lebowas in Südafrika

Lebowa war ein Homeland im Nordosten Südafrikas. Es bestand aus acht Gebieten. Lebowa war für die Pedi bestimmt. Die Hauptstadt war erst Seshego, dann Lebowakgomo.
Das Wort Lebowa entstammt dem Nord-Sotho und bedeutet Norden.

## Geographie
Lebowa bestand aus zwei großen und sechs kleinen, nicht zusammenhängenden Gebieten, die im Nordosten der damaligen Provinz Transvaal lagen. Die Gesamtfläche betrug 21.833 km². 1992 lebten dort 2.924.584 Menschen.
- Das größte Gebiet lag südlich des damaligen Pietersburg, heute Polokwane. Dort befand sich die neu errichtete Hauptstadt Lebowakgomo. Dieses Gebiet war durch den Fluss Lepelle sowie die Strydpoortberge und die nördlichsten Ausläufer der Drakensberge geprägt. Das Gebiet grenzte im Süden am KwaNdebele, im Nordosten an Gazankulu.
- Das zweite große Gebiet lag nordwestlich davon. Neben Seshego bei Pietersburg lag dort das ehemalige Township Mahwelereng nahe dem früheren Potgietersrus (heute Mokopane). Höchster Berg des Gebiets ist der 2051 Meter über dem Meeresspiegel liegende Blouberg. Der übrige Landesteil lag rund 1000 bis 1500 Meter hoch. Das Gebiet grenzte an keine weiteren Homelands.
- Ein kleines Gebiet lag westlich von Soekmekaar (heute Morebeng). Der Sand (heute Polokwane River) floss durch das Gebiet.
- Östlich von Soekmekaar lag ein viertes Gebiet, das im Norden an Venda und im Osten an Gazankulu grenzte.
- Östlich davon lag ein Gebiet, in dem die Stadt Ga-Kgapane lag und das im Norden, Osten und Süden an Gazankulu grenzte.
- Südöstlich davon lag ein kleines Gebiet mit der Stadt Namakgale, das im Norden an Gazankulu grenzte. In der Nähe lag Phalaborwa, das Eingangstor zum Kruger-Nationalpark.
- Südlich davon sowie östlich des erstgenannten Gebiets lag ein Gebiet mit der Ortschaft Shatale, das im Osten an Gazankulu grenzte.
- Unmittelbar südlich davon lag ein weiteres Gebiet. Die beiden Gebiete berührten sich an einem Punkt.

## Geschichte

### Territorialbehörde
Lebowa wurde im August 1969 geschaffen und mit einer Territorialbehörde ausgestattet. Mokgama Maurice Matlala, der später der 1973 gegründeten Lebowa National Party angehörte, war erster Chief Councillor of the Lebowa Territorial Authority (deutsch etwa: „Ratsvorsitzender der Lebowa-Territorialbehörde“). Von 1973 bis zu seinem Tod 1987 regierte Cedric Phatudi mit der von ihm beeinflussten Lebowa People’s Party das Homeland. Ihm folgte im Amt der bisherige Minister für Wirtschaft und Planung Mogoboya Noko Ramodike, der am 21. Oktober 1987 durch die Lebowa Legislative Assembly in diese Funktion gewählt wurde.

### Selbstverwaltungsstatus
Der südafrikanische Minister of Bantu Administration and Development legte Ende September 1972 Behördenvertretern einen Planentwurf zur Konsolidierung einiger Homelands (Lebowa, Venda, Gazankulu, Swazi) vor. Dazu sind im November öffentliche Versammlungen in den betroffenen Gebieten abgehalten worden. Existierenden Parteien und politischen Gruppen wurde auf diese Weise eine Stellungnahme ermöglicht. Nach einer Überarbeitung der Konzepte veröffentlichte das Ministerium im April 1973 den abschließenden Plan. Im Kern ging es dabei um eine jeweilige Gebietsabgrenzung der künftigen Homelands. Das bisherige Reservat Lebowa wurde in diesem Zuge von 15 auf 5 separate Gebiete reduziert.
Am 2. Oktober 1972 wurde dem Homeland auf Grundlage der Proclamations 224, 225, 226 vom 29. September weitgehende Selbstverwaltung innerhalb der Republik Südafrika eingeräumt. Die ersten Wahlen in Lebowa fanden im April 1973 statt. Matlala wurde Chief Minister (deutsch etwa: „Oberster Minister“). Regierungssitz war Seshego, bis Lebowakgomo in den 1980er Jahren als neue Hauptstadt fertiggestellt wurde. Am 8. Mai 1973 wurde Cedric Namedi Phatudi von der Lebowa People's Party (LPP) Chief Minister und blieb es bis zu seinem Tod am 7. Oktober 1987. Amtsverweser für drei Wochen war Z. T. Seleki (LPP), der die Funktion an Mogoboya Noko Ramodike (LPP) übergab. Ramodike trug ab 1989 die Amtsbezeichnung Premierminister.

### Wiedereingliederung
Am 27. April 1994 wurde Lebowa zusammen mit den neun anderen Homelands wieder mit Südafrika vereinigt. Heute ist Lebowa Teil der Provinzen Limpopo und – die beiden oben zuletzt aufgeführten Gebiete – Mpumalanga.

## Demografie
In Lebowa lebten rund 1,8 Millionen Nord-Sotho sprechende Angehöriger der Volksgruppe Pedi (auch: Nord-Sotho). Außerhalb des Homelands lebten 1989 weitere 1,1 Millionen Pedi. In Lebowa lebten auch zahlreiche Ndebele, Batswana und Shangana-Tsonga.

## Wirtschaft
In den beiden großen Gebieten wurden Asbest, Nickelerze, Edelsteine und etwas Gold durch Bergbau gewonnen. Die Agrarwirtschaft erzeugte vorwiegend Südfrüchte. Ein großer Teil des damaligen Bruttosozialprodukts wurde außerhalb Lebowas durch Wanderarbeiter erzielt.